# Lista dos deputados provinciais da 4.ª legislatura de Santa Catarina
Lista dos deputados provinciais de Santa Catarina - 4ª legislatura (1842 — 1843).
| Nº | Deputado                                     |
| -- | -------------------------------------------- |
| 1  | José da Silva Mafra                          |
| 2  | José Antônio Rodrigues Pereira               |
| 3  | Silvério Cândido de Faria                    |
| 4  | Antônio Joaquim de Siqueira                  |
| 5  | Polidoro do Amaral e Silva                   |
| 6  | Tomás Silveira de Sousa                      |
| 7  | Jerônimo Coelho                              |
| 8  | Fernando Gomes Caldeira de Oliveira Fontoura |
| 9  | João Francisco de Sousa Coutinho             |
| 10 | Francisco de Oliveira Camacho Júnior         |
| 11 | José Pereira Sarmento                        |
| 12 | Miguel de Sousa Melo e Alvim                 |
| 13 | José Bonifácio Caldeira de Andrada           |
| 14 | Marcos Antônio da Silva Mafra                |
| 15 | Manuel Paranhos da Silva Veloso              |
| 16 | Severo Amorim do Vale                        |
| 17 | Joaquim Caetano da Silva                     |
| 18 | Antônio José de Melo                         |
| 19 | Carlos Maria Duarte Silva                    |
| 20 | Francisco José de Oliveira                   |